# Back in Action
Back in Action (no Brasil, De volta à Ação) é um arco de história publicado em 2006 pela editora norte-americana DC Comics, uma empresa ligada ao grupo Time-Warner.  A história, escrita pelo escritor americano Kurt Busiek em parceria com o argentino Fabian Nicieza, foi desenhada por Pete Woods e publicada em três partes, nas edições 841 à 843 da revista americana Action Comics.
Protagonizada pelo super-herói Superman, Back in Action lida com alguns dos temas introduzidos na história imediatamente anterior, Up, Up and Away!: após um ano desaparecido, Superman deve lutar não apenas contra o Leiloeiro, vilão da história, mas também contra a desconfiança de um povo que não sabe se ele é quem diz ser. Elementos que seriam abordados em duas histórias posteriores, O Terceiro Kryptoniano e O Último Filho, são apresentados pela primeira vez nessa história. A trama foi bem-recebidas pela crítica e apresentou bons resultados junto ao público, vendendo um total de aproximadamente 172 mil exemplares.

## Antecedentes e contexto

### Superman
Em meados de 1985 o editor Andrew Helfer recebeu da DC Comics a incumbência de escolher os escritores que trabalhariam nas revistas de Superman após a conclusão do evento Crise nas Infinitas Terras, e vários autores foram abordados. Dentre eles, John Byrne e Marv Wolfman, que, a partir do ano seguinte, reformulou não apenas Superman e seu elenco de apoio, mas toda a mitologia do personagem, formando um novo cânone cujos conceitos continuariam sendo uma forte influência nas histórias do personagem por mais de uma década. Uma das histórias que melhor exemplifica essa influência é A Morte e o Retorno de Superman. Durante o extenso arco de história o personagem enfrenta seu mais poderoso oponente até então, o monstro Apocalypse. Embora bem-sucedido em derrotar a criatura, Superman acabaria falecendo. No universo ficcional onde se situavam as histórias cerca de dois meses haviam se passado desde que Superman fora considerado morto - e quatro Supermen haviam surgido no intervalo. O herói original eventualmente retornaria, e, com o auxílio de três de seus quatro "substitutos", enfrentaria aquele que se revelou um supervilão disfarçado, o Superciborgue.

### Crise Infinita
Embora alguns historiadores e jornalistas defendam que desde a reformulação promovida em 1986 que Superman não era mais costumeiramente caracterizado como um herói inspirador, as histórias publicadas na década de 1990, particularmente após a morte do personagem, são apontadas como aquelas em que o herói era mostrado mais como alguém cheio de dúvidas do que como o ícone que deveria ser. Uma série de eventos publicados entre 2003 e 2005 culminaria na publicação de Crise Infinita, um crossover planejado não apenas como uma homenagem à história Crise nas Infinitas Terras, que naquele ano completaria vinte anos, mas como uma análise do valor de todo o Universo DC, em particular dos três principais personagens da DC Comics - Superman, Batman e Mulher-Maravilha.
Alvo de algumas das maiores "críticas" do evento são feitas à Superman. Em texto publicado em seu blog, Alan Kistler aponta que, no início de Crise Infinita, Batman é usado como veículo para questionar o que Superman havia se tornado nos últimos anos - alguém que "tentava demais se identificar com a humanidade, esquecendo do seu poder e do seu papel como Superman". Na história, "Batman argumenta que o surgimento de Superman havia inspirado toda uma nova era heróica, mas que ele havia se tornado alguém tão ocupado com dúvidas e preocupações que havia perdido a capacidade [de inspirar pessoas]". Eventualmente Superman perceberia que o colega estava certo. Durante o evento, o herói reassume uma postura de liderança, mas, na conclusão da história, após derrotar o vilão, o "Superboy Primordial", acaba perdendo seus super-poderes, e por um ano vive uma vida relativamente normal apenas como Clark Kent.

## Produção e publicação

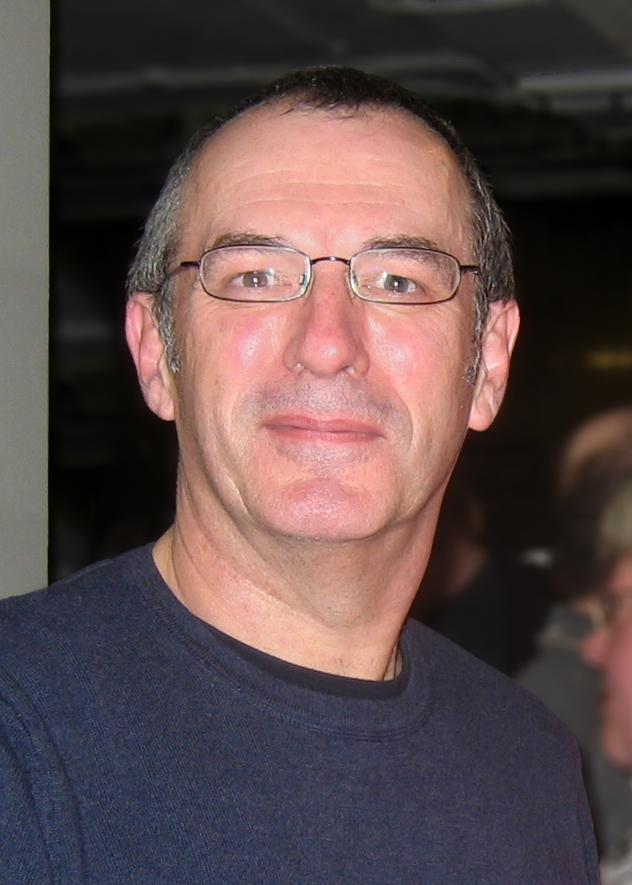
O renomado Dave Gibbons foi responsável pela arte das capas de Action Comics durante Back in Action.

Em 2006 Geoff Johns, o responsável por Crise Infinita, foi anunciado como o escritor que assumiria o cargo de roteirista da revista Action Comics. Ao seu lado, inicialmente, estaria Kurt Busiek, que havia assinado um contrato de exclusividade com a editora no final de 2005, e fazer parte da nova equipe criativa responsável pelas histórias de Superman foi uma das razões que o fez aceitar a proposta. Up, Up and Away! foi a primeira de uma série de histórias que a dupla produziria nos anos seguintes para, ao mesmo tempo que davam continuidade à história de Superman, incluir referências inéditas aos primeiros anos de sua vida.
Inicialmente Up, Up and Away! terminaria em junho de 2006 e seria sucedida por duas histórias diferentes: em Superman seria publicada uma história escrita por Busiek e desenhada por Carlos Pacheco e Jesus Merino, e em Action Comics outra história, esta escrita por Johns em parceria com o cineasta Richard Donner e desenhada por Adam Kubert. Entretanto, apenas a primeira acabaria sendo publicada conforme o cronograma original. A partir de Action Comics #841 foi publicada a história Back in Action, elaborada por Busiek como uma continuação imediata à Up, Up and Away! - "(...) após pensar no que poderia ser feito no momento - após Up, Up and Away!, quando o Super-Homem faz uma grande entrada em cena - eu percebi que tinha uma grande idéia para este verão, e que alguns meses depois seria tarde para usá-la", disse, em entrevista.
A história explora o impacto causado pelo retorno do personagem, e foi escrita em parceria com o argentino Fabian Nicieza. Pete Woods, que já havia desenhado a revista durante Up, Up and Away!, permaneceu no cargo. Durante a história, é mostrado que nem toda a população mundial estava confiante de que Superman havia mesmo retornado, uma vez que da última vez em que ele havia desaparecido, durante a história A Morte do Superman, quatro homens diferentes o substituíram - e um deles revelou-se, na verdade, um vilão disfarçado. Assim, liderar um grupo formado por heróis como Asa Noturna, Aquaman e Nuclear num combate televisionado contra uma invasão alienígena, acabaria servindo como uma demonstração pública de que o herói havia sim efetivamente retornado.
Além de abordar a questão da confiança do público no herói, a história insinua brevemente um tema que Busiek abordaria novamente apenas no ano seguinte: a existência de outros kryptonianos vivendo no planeta Terra além de Superman. Quando o "Leiloeiro", antagonista da história, realiza um "escaneamento planetário", acaba descobrindo que existiam três kryptonianos no planeta, um afirmação que intriga Superman, uma vez que ele não conhecia nenhum outro kryptoniano além da Supergirl.

## Enredo
O enredo transcorre da seguinte forma:
| “ | Passei um ano inativo e sem poderes. Voltei recentemente à ação, em Metrópolis. Todos que viram sabem que era eu... mas, pro resto do mundo... | ” |

Back in Action sucede os eventos narrados em Up, Up and Away! e seu início se dá em dois pontos consideravelmente distantes: no espaço, a equipe do empresário intergaláctico "Leiloeiro" identifica uma misteriosa nave, de origem completamente desconhecida. Incapaz de identificar inclusive o material metalúrgico do qual o feito o casco, o Leiloeiro julgo curioso que a nave seja "invisível" ao seus sensores - e o fato do conteúdo estar blindado o faz presumir que seja valioso. Enquanto isso, na cidade americana de Baltimore, o vilão Carapax e Superman se enfrentam. Carapax questiona publicamente a identidade do herói, lembrando que da última vez que Superman havia "voltado", haviam aparecido quatro Supermen, e todos eram falsos. A polícia, desconfiada, não sabe o que fazer, até que um outro herói, o Nuclear, interfere e é bem-sucedido em deter Carapax, e sua ajuda acaba sendo mais aceita do que a de Superman. A desconfiança registrada em Baltimore não é um caso isolado: há uma preocupação mundial na falta de provas que demonstrem que Superman havia mesmo retornado.
O Leiloeiro envia seus robôs para analisar a Terra e fica impressionado com a enorme quantidade de edifícios religiosos - um item muito valioso para outros planetas - e ordena que tais "objetos" sejam "adquiridos". Após inúmeras igrejas, mesquitas e templos desaparecerem, as máquinas do Leiloeiro voltam sua atenção para a ilha de Alcatraz. Quando Superman e os Novos Titãs conseguem destruir os robôs, o próprio Leiloeiro, um ser com quilômetros de altura, vem ao planeta entender como "humanóides" foram capaz de tal façanha. Superman é o primeiro a enfrentá-lo, mas é visto como mais um item valioso, por causa de sua origem kryptoniana. As máquinas do Leiloeiro realizam um "escaneamento planetário" e identificam outros dois kryptonianos, mas, antes que Superman consiga sequer compreender tal afirmação, todos os indivíduos considerados "meta-poderosos" pelas máquinas do Leiloeiro também começam a ser "coletados". Quando acorda, Superman se vê preso num depósito com centenas de outras pessoas.
Superman consegue libertar a si e aqueles que haviam sido presos na mesma "cela" que ele: os heróis Veterano, Aquaman, Gaio e Propulsora e a vilã Curto-Circuito. O grupo se encontra com Asa Noturna e Nuclear, que haviam conseguido invadir a nave pouco após o confronto inicial com o Leiloeiro. Há um problemas: as habilidades de todos estão aparentemente inacessíveis. Com esforço, Curto-Circuito consegue rastrear uma frequência de rádio usada pelo herói Sr. Incrível, que estava fora da nave, mas ao interferir nos circuitos eletrônicos da nave para alcançar a frequência, aparentemente muito distante dali, ela acaba fazendo com que o som e as imagens do sistema de segurança sejam transmitidos em todas frequências da Terra, e não apenas para Incrível. Ao perceber que os vídeos estão sendo exibidos no planeta, o Leiloeiro ordena que um de seus robôs aproveite a oportunidade e venda para outros planetas a transmissão da "aventura".

Vou levar vinte segundos até o núcleo. Portanto, vocês têm que desligar o núcleo depois que eu pular. No mínimo, treze segundos depois e, no máximo, dezenove. Boto fé em vocês. Em todos vocês. Confio que vão conseguir a tempo.

Com o universo inteiro acompanhando, o Sr. Incrível acessa a planta da nave e diz para Superman seu plano: desligar o núcleo de energia que alimenta um dos setores, atravessar o túnel vertical onde ele se encontra e desativar a máquina que controla o campo de energia que está impedindo os heróis de usar seus super-poderes. Ocorre que, enquanto uma pessoa saltando em direção ao núcleo demoraria vinte segundos para alcançá-lo, o gerador demoraria apenas sete segundos para religá-lo, então o núcleo precisaria ser desligado segundos antes daquele que resolvesse seguir o plano estivesse chegando perto e depois dessa pessoa ter saltado: um segundo mais cedo ou mais tarde e aquele que pulasse em direção à máquina seria incinerado.
Todos na equipe parecem achar o plano arriscado demais, mas não conseguem elaborar uma estratégia alternativa. Enquanto Asa Noturna, Gaio e Veterano discutem outras possibilidades, Superman vira para todos e diz que vai pular, seguindo o plano de Incrível. Ele salta, e descobre que o dito "campo inibidor" era de origem psíquica, conseguindo desativá-lo. Quando os membros do grupo recuperam seus poderes, descobrem a nave está estacionada na órbita de Saturno, e elaboram um novo plano: sequestrar OPS, o auxiliar particular do Leiloeiro, e usar sua memória como moeda de troca. OPS é uma forma de vida digital, que contém todo o banco de dados do Leiloeiro, incluindo todas as transações já realizadas por ele. Superman ameaça transmitir todos esses dados galáxia afora usando as frequências de rádio que Curto-Circuito é capaz de acessar.
Sem escolha, o Leiloeiro lhe revela que sua intenção era apenas buscar uma nave que imaginava que iria pousar na Terra, não imaginando que iria encontrar um planeta tão cheio de maravilhas. Impressionado com a oferta do kryptoniano, ele aceita a troca, e o mundo comemora quanto todos os seres que haviam sido capturados retornam. A história termina com Superman intrigado com as revelações do Leiloeiro e se perguntando: Quem seria o terceiro kryptoniano? Quando a nave que havia feito o Leiloeiro vir até a Terra chegaria e o que aconteceria quando ela chegasse?

## Principais personagens
Participam da história:
- Clark Kent / Superman é o protagonista. Após os eventos narrados em Crise Infinita o personagem havia ficado sem poderes, passando a agir exclusivamente como "Clark Kent".  O início do arco de história imediatamente anterior, Up, Up and Away!, se dá no aniversário de um ano do seu "desaparecimento". Após recuperar seus poderes, ele deve recuperar sua credibilidade junto ao público;
- O Leiloeiro;
- Dick Grayson, o Asa Noturna, é um dos poucos heróis a acreditar que Superman é quem diz ser. Na história, ele e Nuclear invadem a nave do Leiloeiro e colaboram com Superman para frustrar os planos do vilão.
- Nuclear entra em contato com Superman e os robôs do Leiloeiro em Baltimore, mas é ao viajar para Manhattan, Nova Iorque, que ele se encontra com Asa Noturna e dá início ao contra-ataque;
- Quando Superman se liberta da prisão do Leiloeiro, solta consigo outro cinco super-seres que ele define como "um grupo inusitado": o novo e misterioso Aquaman, a vilã Curto-Circuito, e os relativamente desconhecidos heróis "Veterano", "Gaio" e "Propulsora";
- A habilidade do Sr. Incrível de ser virtualmente invisível para equipamentos eletrônicos faz com que os robôs do Leiloeiro o ignorem. Considerado o terceiro homem mais inteligente do mundo, é ele quem coordena a equipe de Superman na investida contra o vilão;

## Repercussão

### Vendas
De acordo com os registros da Diamond, empresa responsável pela distribuição das revistas nos Estados Unidos, nenhuma das três edições dedicadas à história figurou entre as 30 revistas mais vendidas, mas todas venderiam acima de 50 mil exemplares por mês: A primeira edição vendeu 58 650, a segunda 57 854 e a conclusão, 56 079.

### Análise da crítica

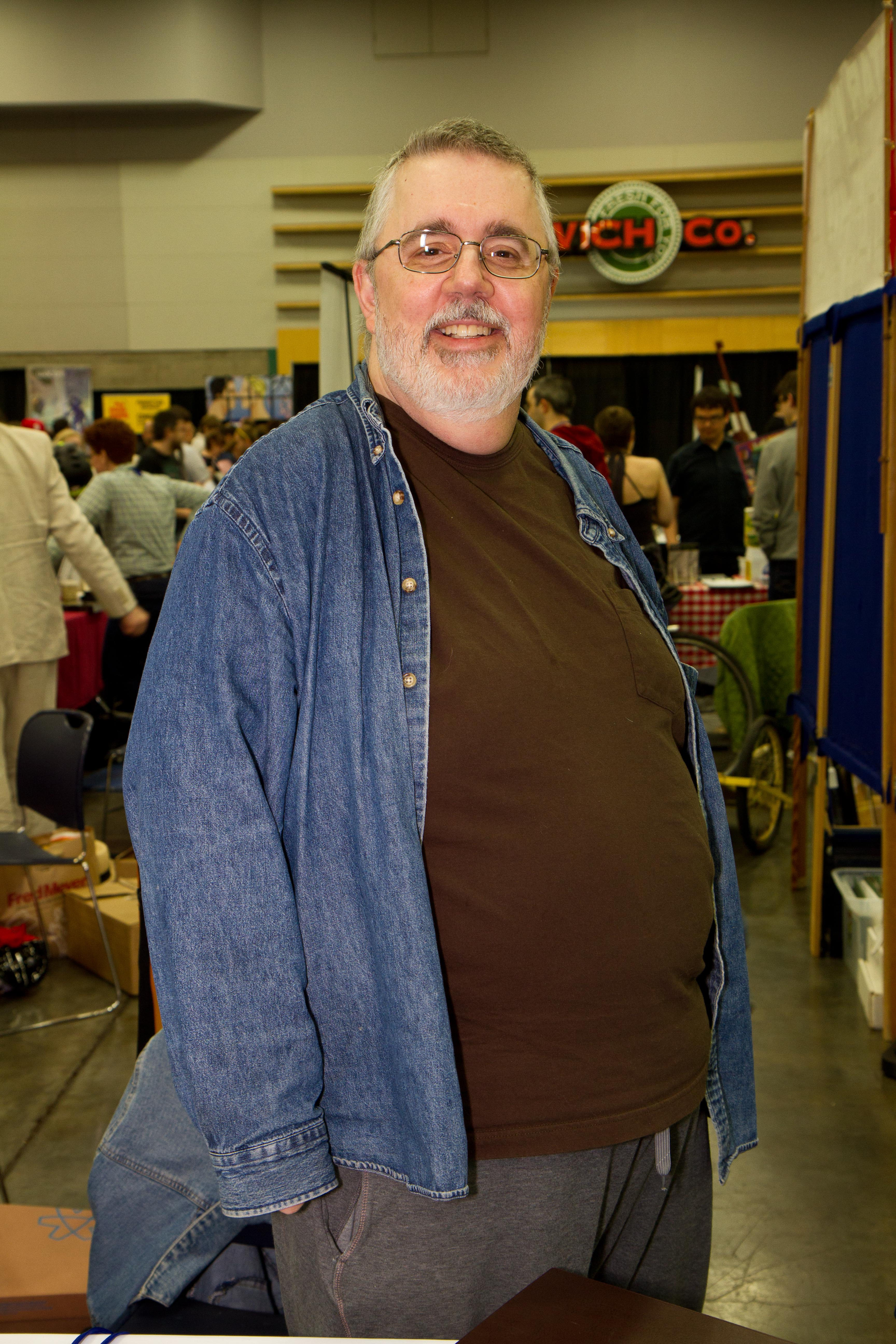
O escritor Kurt Busiek, o responsável pelos pelos roteiros da trama.

A versão brasileira de Back in Action foi apontada como "uma das melhores revistas" que a editora Panini Comics Brasil havia publicado no país em 2007 pelo site Universo HQ, ainda que o mérito fosse compartilhado com a história Kryptonita!, publicada originalmente na revista Superman Confidential e também presente naquela edição. Atribuindo à revista quatro estrelas em cinco, apontou a resenha, especificamente quanto à Back in Action, que, embora a história não fosse particularmente brilhante, como Kryptonita!, possuía uma qualidade acima da média: "Logo no começo, quando ainda não se sabe quem são os ETs, a história é um pouco truncada, mas logo depois revela sua narrativa leve e gostosa de acompanhar - o que não é tão comum de se ver quando há tantos heróis envolvidos". A caracterização do elenco de apoio, em particular dos Novos Titãs e do Asa Noturna, foi elogiada, e a criação de "um novo e intrigante vilão cósmico" foi vista como um dos traços mais positivos da história.
Michael Bailey, do site Comics Bulletin, elogiaria a caracterização de Superman, as cenas de ação e o ineditismo da trama, que abordou a reação do público, em especial do corpo militar dos Estados Unidos, frente ao ressurgimento de Superman - algo que nunca fora explorado antes. Bailey elogiaria, em particular, a conclusão da história, à qual atribuiu cinco estrelas em cinco, dizendo que Action Comics #843 era uma das melhores revistas do ano,  e que "embora o final tenha sido um pouco abrupto" - algo justificável, na sua visão, uma vez que a história deveria ser contada integralmente em três edições - a trama fora bem-conduzida por Busiek e Nicieza, em particular a conclusão, quando Superman salta em direção à máquina que controlava a nave do Leiloeiro: "Por mais cafona que soe, eu quase pude ouvir a música-tema de Williams [do filme Superman] quando ele saltou em direção ao fosso. Esse é o Superman que eu quero ver, um homem que assume o comando e age pelo bem maior". Em sua coluna "The Buy Pile", no site "Comic Book Resources", o jornalista Hannibal Tabu avaliaria positivamente as três edições que compõem a trama, classificando-as sempre como parte da sua pilha de leituras, mas não da pilha de compras. Embora não fosse "boa o suficiente para comprar", a primeira edição apresentava uma história "interessante", mostrando a luta de Superman contra a desconfiança do público e a segunda edição apresentava um Superman "clássico", em momentos "inspiradores", ao mesmo tempo que reunia personagens curiosos e divertidos.
Brian Cronin, também do "Comic Book Resources", avaliaria positivamente Action Comics #842, recomendando sua leitura e escrevendo um artigo comparando a edição ao trabalho de Grant Morrison em All-Star Superman #5. "Kurt Busiek, Fabian Nicieza e Pete Woods se uniram para uma história divertida, e emocionante, cheia de ação e de ótimos personagens... e não foi nem o melhor gibi de Superman [a ser publicado] na semana", diria. Para Cronin, o nível elevado de All-Star Superman não era uma surpresa, e a quinta edição era "praticamente impecável", mas Back in Action chamava a atenção Tom Bondurant, do mesmo site, elogiaria a história em texto de 2010.